# Ransome Gillett Holdridge
Pour les articles homonymes, voir Holdridge.
Ransome Gillett Holdridge, né en 1836 à San Francisco dans l'État de Californie et mort le 15 avril 1899 à Alameda dans la même région, est un artiste peintre américain, spécialisé dans la peinture de paysage de la Californie du Nord. Il signe ces tableaux Holdridge ou Holdredge.

## Biographie
Ransome Gillett Holdridge naît à San Francisco en Californie en 1836. À la fin des années 1850, il travaille comme dessinateur sur un chantier naval de la péninsule de Mare Island (en) dans la baie de San Francisco. 
En 1874, il s'installe à Paris pour deux années, qu'il passe à étudier la peinture et à parcourir l'Europe. À son retour aux États-Unis, il devient un peintre spécialisé dans la peinture de paysages, parcourant l'Ouest américain depuis l'Utah et les montagnes Rocheuses jusqu'à l'Oregon et le massif de la Sierra Nevada, en passant par le parc national de Yosemite et la région de la baie de San Francisco.
Il a été l'un des premiers membres du Bohemian Club de San Francisco et a participé à l'organisation du premier salon de la San Francisco Art Association (en).
Il meurt à Alameda en Californie en 1899.
Ces œuvres sont notamment visibles ou conservées au San Francisco De Young Museum, à l'Oakland Museum of California, à l'Utah Museum of Fine Arts, à la Bancroft Library (en) de l'université de Californie à Berkeley, au Bohemian Club de San Francisco, au Chrysler Museum of Art de Norfolk, au musée d'Art Blanton de l'université du Texas à Austin, au Rockwell Museum (en) de Corning, au Museum of Sonoma County (en) de Santa Rosa, à l'Oregon Historical Society Museum (en) de Portland, au Nevada Museum of Art de Reno et au Phippen Museum de Prescott.

## Galerie

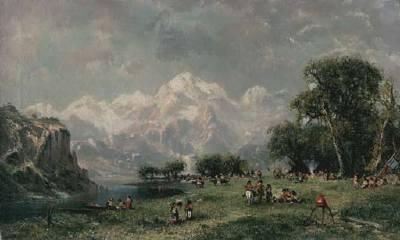
Sioux Encampment in the Rocky Mountains (sans date)
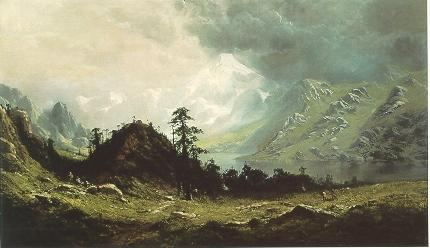
Indian Camp in the Cascades (sans date)
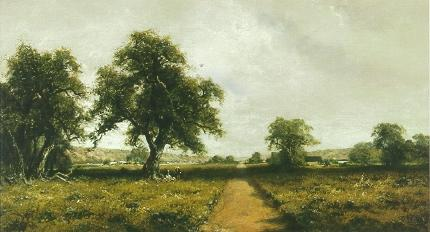
Idle Afternoon (avant 1874)
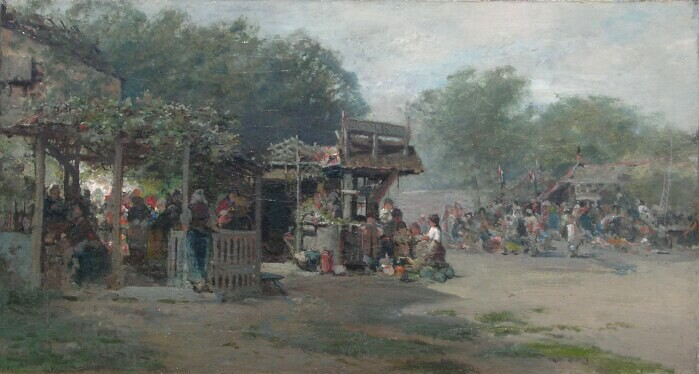
The Wine Festival (1876)
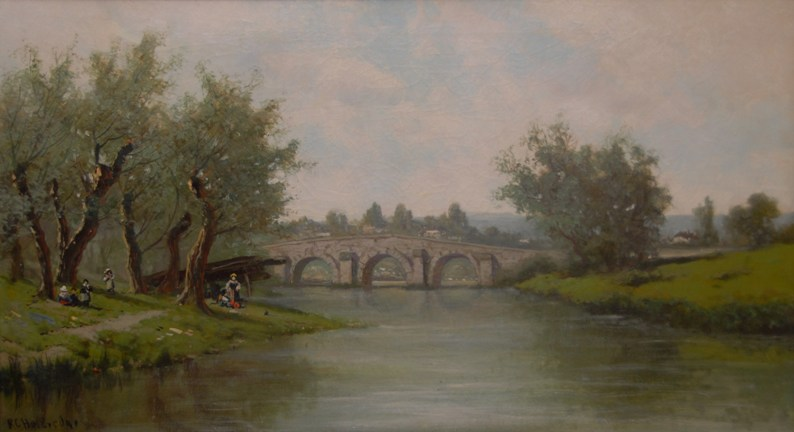
Figures in a French Landscape (avant 1874)
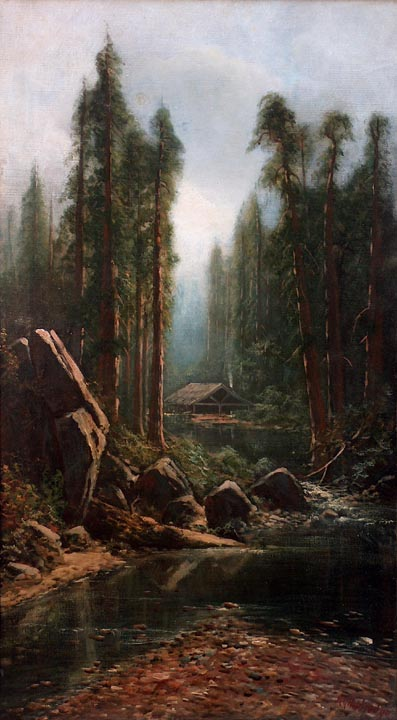
Landscape with miner's cabin on stream in the Sierra Nevada (sans date)

## Sources
- Barbara Lekish, Embracing Scenes About Lakes Tahoe and Donner: Painters, Illustrators, & Sketch Artists, 1855-1915, Lafayette (Californie), 2003, p.94-95.
- Robert S. Olpin, Ann W. Orton et Thomas F. Rugh, Painters of the Wasatch Mountains, Gibbs M. Smith Inc, Layton (Utah), 1999, p.29-30-31.
- Robert S. Olpin, William C. Seifrit et Vern G. Swanson, Artists of Utah, Gibbs M. Smith Inc, Layton (Utah), 1999, p.130.